# Comuna de Młynary
Młynary (polaco: Gmina Młynary) é uma gminy (comuna) na Polónia, na voivodia de Vármia-Masúria e no condado de Elbląski. A sede do condado é a cidade de Młynary.
De acordo com os censos de 2004, a comuna tem 4594 habitantes, com uma densidade 29,2 hab/km².

## Área
Estende-se por uma área de 157,09 km², incluindo:
- área agricola: 54%
- área florestal: 37%

## Demografia
Dados de 30 de Junho 2004:
|                      | Total   | Total | Mulheres | Mulheres | Homens  | Homens |
| -------------------- | ------- | ----- | -------- | -------- | ------- | ------ |
|                      | pessoas | %     | pessoas  | %        | pessoas | %      |
| População            | 4594    | 100   | 2337     | 50,9     | 2257    | 49,1   |
| Densidade (pop./km²) | 29,2    | 100   | 14,9     | 14,9     | 14,4    | 14,4   |

De acordo com dados de 2002, o rendimento médio per capita ascendia a 1453,86 zł.

## Comunas vizinhas
- Frombork, Milejewo, Pasłęk, Płoskinia, Tolkmicko, Wilczęta